# Freddy Eugen
Freddy Eugen (né le 4 février 1941 à Copenhague et mort le 8 juin 2018 à Zurich) est un coureur cycliste professionnel danois des années 1960.

## Biographie
Freddy Eugen naît le 4 février 1941 à Copenhague au Danemark.
Il devient professionnel en 1961 au sein de l'équipe danoise Crescent. Au cours de sa carrière, il se consacre principalement à la piste. Il participe à 95 courses de six jours et en remporte neuf au total, dont sept avec son compatriote Palle Lykke.
Sur route, il s'est distingué en remportant la sixième étape du Tour de Suisse en 1963.

## Palmarès sur piste

### Championnats d'Europe
- 1967[2]
  -  Médaillé de bronze de l'américaine
- 1968
  -  Médaillé d'argent de l'américaine

### Six jours
- Six jours de Münster : 1963 et 1965 (avec Palle Lykke)[2]
- Six jours de Montréal : 1965, 1966 (avec Leandro Faggin) et 1967 (avec Palle Lykke)
- Six jours de Londres : 1967 (avec Palle Lykke)
- Six jours de Zurich : 1967 (avec Palle Lykke)
- Six jours d'Amsterdam : 1967 (avec Palle Lykke)
- Six jours de Berlin : 1968 (avec Palle Lykke)

### Championnats nationaux
- 1961
  -  Champion du Danemark de poursuite

## Palmarès sur route
- 1957
  - 2e du championnat du Danemark du contre-la-montre juniors
- 1963
  - 6e étape du Tour de Suisse